# 菲利普·恩斯特 (霍恩洛厄-瓦爾登堡-希靈斯菲斯特)
菲利普·恩斯特（Philipp Ernst，1663年12月29日—1759年11月29日）是霍恩洛厄-瓦爾登堡-希靈斯菲斯特伯爵路德維希·古斯塔夫之子，1744年獲晉升為帝國親王，在位至1753年退位。他是霍恩洛厄家族鳳凰會的創始人。
菲利普·恩斯特娶厄廷根-瓦勒施泰因的瑪麗亞·安娜（Maria Anna von Oettingen-Wallerstein），他們的兒子是卡爾·阿爾布雷希特一世。
1. ↑  Handbuch der Ritter- und Verdienstorden aller Kulturstaaten der Welt. Leipzig 1893, Nachdruck des Originals: Reprint-Verlag, Holzminden 2000, ISBN 3-8262-0705-X, S. 155–157